# لادیسلاو زگوستا
لادیسلاو زگوستا( ۲۰ مارس ۱۹۲۴ - ۲۷ آوریل ۲۰۰۷) زبانشناس و فرهنگ‌نویس چکی-آمریکایی بود که یکی از اولین کتابهای درسی در زمینه فرهنگ‌نویسی را تألیف کرد. او در دانشگاه ایلینوی در اربانا-شمپین استاد زبانشناسی و مطالعات کلاسیک بود. محمد دبیرمقدم از شاگردان وی است.